# وقواق أسود
وقواق أسود (الاسم العلمي: Cuculus clamosus) (بالإنجليزية: Black Cuckoo)‏ هو نوع من الطيور يتبع جنس الوقواق من فصيلة طيور الوقواق.